# 올트강
올트강(루마니아어, 헝가리어: Olt, 독일어: Alt, 라틴어: Aluta 또는 Alutus)은 루마니아 중부를 흐르는 강으로, 길이는 615km, 유역 면적은 24,050km2이다. 동부 카르파티아산맥에서 발원하여 하르기타주, 코바스나주, 브라쇼브주, 시비우주, 블체아주, 올트주를 흐른 뒤 텔레오르만주 투르누머구렐레에서 다뉴브강과 합류한다.
루마니아의 올트주와 역사적인 지역인 올테니아의 어원이 된 강이기도 하다.